# Miguel Ruiz
Miguel Ángel Ruiz [miˈgɛl ˈaŋhɛl ru̯is] (* 1952) ist ein mexikanischer Neoschamane und Buchautor, der sich auf Traditionen der Tolteken beruft und in den USA mediale Aufmerksamkeit erreicht hat.
Nach eigenen Angaben hat Miguel Ruiz eine mexikanische Hochschule besucht und dann „mit seinem Bruder“ als Neurochirurg gearbeitet. Eine Nahtod-Erfahrung habe ihn veranlasst, sich mit den Lehren seiner toltekischen Vorfahren zu beschäftigen. Seine Mutter Sarita, eine curandera (Heilerin), und sein Großvater, ein Schamane, seien seine Lehrer gewesen.
Ruiz’ bekanntestes Buch ist Die vier Versprechen (1997). Die „vier Versprechen“ sind Lebensratschläge:
1. Wählen Sie Ihre Worte mit Bedacht und seien Sie untadelig mit Ihrem Wort
2. Nehmen Sie die Dinge nicht persönlich
3. Ziehen Sie keine voreiligen Schlüsse
4. Tun Sie immer Ihr Bestmögliches

Ruiz schrieb weitere Bücher, unter anderen auch das auf Deutsch erhältliche Buch Vollendung in Liebe. Er spricht Englisch wie Spanisch und hält Vorträge, Seminare sowie „Kraftreisen“ (Powerjourneys) zu „heiligen“ Stätten dieser Erde, besonders nach Teotihuacán. Zurzeit lebt und arbeitet er in Las Vegas. Nach einem Herzinfarkt hat er die Lehrtätigkeit seinem Sohn Don José Luis Ruiz übertragen.

## Werke
- Vollendung in Liebe. Integral, 2001, ISBN 3-7787-9085-4.
- Die vier Versprechen. Heyne, 2003, ISBN 3-453-86458-1.
- Die innere Wahrheit. So leben Sie im Einklang mit sich selbst. Ariston, 2005, ISBN 3-7205-2584-8.
- Im Einklang mit dem Schöpfer. Toltekische Gebete und Meditationen. Ariston, 2007, ISBN 3-7205-4004-9.
- Das fünfte Versprechen: Wie man richtig zuhört. Allegria, 2010, ISBN 3-7934-2201-1.